# From Within (filme)
From Within (Do Além, no Brasil) é um filme estadunidense de 2009, dirigido por Phedon Papamichael, com roteiro de Brad Keene.

## Enredo
A pequena e religiosa comunidade de Grovetown é abalada pelo suicídio de um jovem casal. Quando mais suicídios acontecem mais as pessoas da cidade ignoram as coincidências e se agarram firmemente às suas crenças. Lindsay (Elizabeth Rice), que namora com o filho do pastor da cidade, resolve, juntamente com o misterioso Aidan (Thomas Dekker) investigar os supostos suicídios. Eles logo descobrem que algo muito maléfico e indescritível está atingindo toda a comunidade. Convencida de que será a próxima vítima, Lindsay percebe que Aidan é sua única esperança e juntos pretendem por um fim a maldição.

## Elenco
- Elizabeth Rice — Lindsay (protagonista)
- Thomas Dekker — Aidan
- Kelly Blatz — Dylan
- Laura Allen — Trish — madrasta de Lindsay
- Adam Goldberg — Roy
- Rumer Willis — Natalie
- Margo Harshman — Sadie
- Britt Robertson — Claire
- Jared Harris — Bernard
- Steven Culp — Pastor Joe
- Amanda Babin — Molly
- Michelle Babin — Evil Molly
- Shiloh Fernandez — Sean
- Mark A. Cummins — Professora